# Marinha Helênica

Jaque da Grécia.

Emblema da Marinha grega.

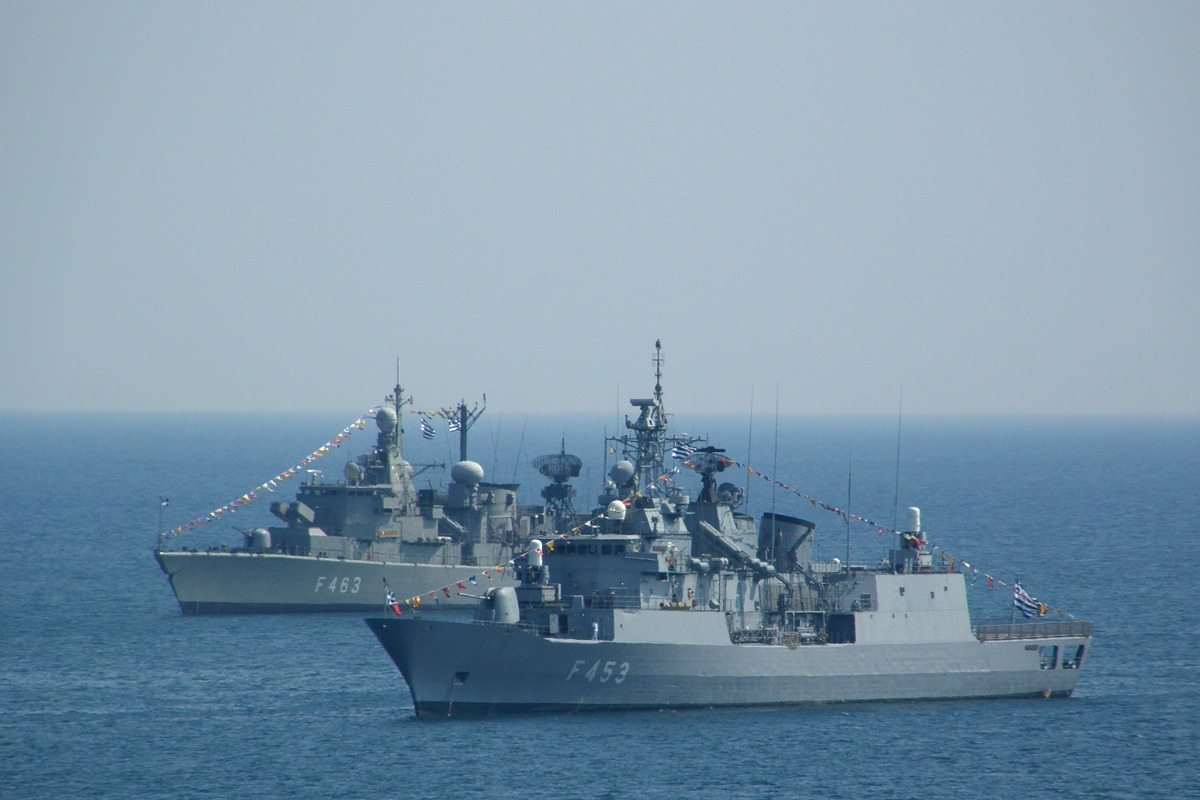
Modernos navios de guerra da marinha grega.

A Marinha Helênica (em grego: Πολεμικό Ναυτικό, transl. Polemikó Naftikó, abreviado ΠΝ, literalmente "Marinha de Guerra") é a força naval da Grécia, parte das Forças Armadas gregas. A marinha grega moderna tem suas raízes nas forças navais de várias ilhas do mar Egeu, na qual lutaram na guerra de independência da Grécia. Durante os períodos de monarquia (1833-1924 e 1936-1973) ela foi conhecida como uma Marinha Real (Βασιλικόν Ναυτικόν, transl. Vasilikón Naftikón, abreviado ΒΝ).